# Pionieri della Croce Rossa Italiana
I Pionieri della Croce Rossa Italiana, o Giovani della Croce Rossa Italiana, furono una delle sei componenti volontaristiche della Croce Rossa Italiana.

## Storia
Con l'Ordinamento C.R.I. del 1922, nacque ufficiosamente la Croce Rossa Italiana Giovanile (C.R.I.G.); la nascita ufficiale avvenne solo nel 1928.
In seguito, a causa della notevole ramificazione e dell'importanza acquisite dalla C.R.I.G., si rese necessaria un'ulteriore ripartizione all'interno della C.R.I.: pertanto, il 29 marzo 1947 venne fondata l'organizzazione dei Pionieri della Fraternità. Con la presa di coscienza, all'interno della C.R.I., dell'importanza assunta dalle attività svolte fino al 1967, si ebbe la nascita (ufficiosa) della Componente Pionieri. Infine, il 2 dicembre 1971 vi fu il riconoscimento ufficiale della Componente Pionieri come nuova Componente della Croce Rossa Italiana, con lo scopo principale di educare i giovani, affinché essi facciano propri i valori del Movimento Internazionale di Croce Rossa e Mezzaluna Rossa e diano risposte alle necessità della comunità.
Il documento fondamentale che delinea le caratteristiche dei Pionieri CRI è denominato "Progetto Associativo - It's young, it's ours" ed è stato approvato il 21 giugno 2004 dal Commissario Straordinario, Maurizio Scelli. L'ultimo regolamento  è stato approvato dal Commissario Straordinario C.R.I. nel febbraio 2009 e ha preso il nome di "Regolamento per l'organizzazione e il funzionamento dei Giovani della Croce Rossa Italiana". Questo regolamento è stato finalizzato a conformare i Pionieri della Croce Rossa Italiana ai Giovani delle altre Società Nazionali, affermando - tra l'altro - che ad essa competano tutte le iscrizioni dei volontari di età compresa tra gli 8 e i 26 anni.
Con Ordinanza n. 567 del 3 dicembre 2012 del Commissario Straordinario Francesco Rocca, in applicazione della riforma generale della Croce Rossa Italiana varata dal Parlamento, la quale ha sancito la riduzione per accorpamento del numero di Componenti Volontaristiche interne all'Associazione, è stato disposto lo scioglimento di quelle non ausiliarie delle Forze Armate, compresi i Pionieri, confluite negli attuali "Volontari CRI". Contestualmente è stato varato il nuovo "Regolamento dei Volontari della Croce Rossa Italiana" che prevede, fra l'altro, un apposito delegato per le Attività dei Giovani, a prosecuzione dell'eredità di storia e di esperienza dei Pionieri.

## Iscrizione e percorso formativo
I Giovani della Croce Rossa sono presenti in ogni Società Nazionale di Croce Rossa e Mezzaluna Rossa.

### Età e requisiti
Per iscriversi nei Pionieri bisogna avere alcuni requisiti, tra cui quello di avere un'età compresa tra i 8 e i 25 anni. I giovani con una età compresa tra gli 8 ed i 13 anni entrano quali fruitori di attività con i Pionieri; quelli tra i 14 e i 25 anni entrano, invece, in servizio attivo.
Attualmente, entrati a far parte dei Giovani della Croce Rossa Italiana si può rimanere nella componente fino a quando lo si desidera, ma, al compimento del trentacinquesimo anno di età, si perdono i diritti di elettorato attivo e passivo per le cariche previste dal regolamento attualmente in vigore (O.C. n. 31/09 del 2 febbraio 2009 a firma dell'attuale Commissario Straordinario, Francesco Rocca).

### Percorso formativo
Il percorso all'interno dei Giovani della CRI è articolato in due cicli di formazione:
- 8-13 anni: il bambino è fruitore del servizio reso dai Volontari della CRI, in occasioni di incontro e attività specifiche, sia in contesto scolastico, sia extrascolastico; si privilegia il contatto con la C.R.I. mediante iniziative a carattere informativo e si indirizzano i ragazzi a condividere i Principi di Croce Rossa e aderire alla Croce Rossa. La metodologia utilizzata è quella della peer education;
- 14 anni in poi: da quest'età si può iniziare il percorso di formazione regolamentata (corsi, stages, campi, ecc.). Anche queste attività, che prevedono verifiche di conoscenza, abilità e operatività, sono improntate ai principi della peer education e si intrecciano con lo sviluppo etico ed affettivo del giovane.

Per svolgere volontariato attivo all'interno dei Giovani della Croce Rossa Italiana, bisogna frequentare un corso denominato "Corso formativo di base per i volontari della Croce Rossa Italiana", della durata di circa 18 ore, ed uguale per tutte le Componenti; per accedere a questo corso è necessario avere un'età superiore o uguale a 14 anni. Il programma nazionale del corso (O.C. 12 dicembre 2011, n. 592/11, a firma del Commissario Straordinario Francesco Rocca), prevede sette incontri che vertono su vari argomenti, come il Diritto internazionale umanitario, le attività della Croce Rossa Italiana, le attività delle sei Componenti Volontaristiche, la Protezione Civile, il primo soccorso e la storia della Croce Rossa. Al termine del corso si sostiene un esame per diventare Volontari della Croce Rossa Italiana.
Al termine di questo corso (in cui tutti i partecipanti al di sotto dei 25 anni entrano di diritto nella Componente Giovane, con la possibilità di cambiare componente al compimento del 26º anno di età) i Giovani della Croce Rossa Italiana frequentano un tirocinio teorico-pratico e seguono delle giornate informative-formative che vertono sulle aree di intervento citate dal nuovo Progetto Associativo, approvato il 22 ottobre 2009 dall'attuale Commissario Straordinario Francesco Rocca.
A livello nazionale esiste una struttura, denominata "Scuola nazionale di formazione dei Pionieri", deputata alla direzione di tutti i principali eventi formativi della componente, cioè corsi di specializzazione organizzati per migliorare qualitativamente il servizio dei Pionieri (es. Corso per Animatore APG, Corso per Operatore ASA, Corso per Facilitatore alla convivenza democratica tra i popoli ed alla Educazione alla Pace, stage di specializzazione in clownerie, ecc..).

## La struttura
I Pionieri sono organizzati in "Gruppi", ciascuno dei quali esprime democraticamente il proprio vertice (chiamato Ispettore di Gruppo) ed i relativi due Vice Ispettori di Gruppo (dei quali il Vicario sostituisce l'Ispettore in sua assenza). Anche le cariche di Ispettore Provinciale, Ispettore Regionale e Ispettore Nazionale sono attribuite per elezione ed ognuna di esse ha una durata di tre anni. A livello provinciale, il Vice Ispettore Provinciale è scelto dall'Ispettore Provinciale tra gli Ispettori dei Gruppi mentre a livello regionale, il Vice Ispettore Regionale è scelto dall'Ispettore Regionale tra gli Ispettori Provinciali della regione. Ad ogni livello è presente anche l'Assemblea Pionieri con funzione, tra l'altro, di eleggere il rispettivo vertice.
L'Ispettore e l'Assemblea dei Pionieri assumono anche il nome di "Ispettore/Assemblea dei Giovani della Croce Rossa Italiana".
Uno degli Ispettori Nazionali dei Pionieri era Rosario Maria Gianluca Valastro, attuale Presidente Nazionale di Croce Rossa Italiana, eletto il 27 giugno 2009 a Solferino http://cri.it/flex/cm/pages/ServeBLOB.php/L/IT/IDPagina/1422/ in occasione del 150º anniversario del Movimento Internazionale di Croce Rossa e Mezzaluna Rossa. Con lui, sono stati eletti i tre Vice Ispettore Nazionale: Andrea Gradella, Ludovica Lignite e Massimiliano Geoli che insieme all'Ispettore Nazionale costituiscono il http://cri.it/flex/cm/pages/ServeBLOB.php/L/IT/IDPagina/314/. L'iter elettorale (che ha visto il rinnovo della cariche di vertice a tutti i livelli) si è concluso dopo una fase di commissariamento stabilita per tutte le componenti volontaristiche dal Commissario Straordinario C.R.I.; all’epoca dei fatto solo i Pionieri avevano espletato le elezioni in quanto le altre componenti erano in attesa di una revisione regolamentare.

## Le attività

### Ideali e obiettivi
I Pionieri C.R.I. sono la Componente Giovane della Croce Rossa Italiana e si riconoscono nei Principi e negli Ideali del Movimento, in totale analogia con le dichiarazioni programmatiche delle altre Società Nazionali della Gioventù.
Essi aderiscono all'Associazione sin dall'età di otto anni e, gradualmente ed in rapporto alla loro età, si impegnano a:
- offrire gratuitamente e spontaneamente alla comunità il loro servizio, di cui riconoscono il ruolo fondamentale nell'esplicazione della personalità umana;
- tutelare e proteggere la salute e la vita;
- intervenire in aiuto e sostegno dei soggetti vulnerabili, in sintonia con le esigenze ed i bisogni emergenti dalla situazione reale e dalle contingenze di spazio e tempo;
- diffondere a livello nazionale ed internazionale i valori dell'amicizia e della leale collaborazione, incomparabile via di cooperazione fra individui contro il razzismo, il pregiudizio e la xenofobia;
- far conoscere gli scopi e le responsabilità del Movimento;
- diventare e poi contribuire a formare i cittadini attivi del domani.

L'azione dei Pionieri C.R.I. all'interno dell'Associazione è anzitutto rivolta alla formazione di giovani leader, che possano costituire un ricco e qualificante vivaio per la Croce Rossa del domani, capaci di gestire un gruppo, di ascoltare e comunicare, di fondare e sostenere partenership. La posizione che la formazione ricopre nella Componente al suo interno e verso i giovanissimi ed i giovani esterni è pertanto imprescindibile.
Il ruolo essenziale dei Pionieri è educare i giovani, affinché facciano propri i valori del Movimento e imparino a discernere le necessità della comunità. L'educazione prescinde da qualsiasi tipo di struttura formale e supera le barriere della comunicazione che possono crearsi fra docente e discente, la quale è infatti intesa nel suo significato primigenio, che si riscontra nella etimologia della parola stessa: cercare di trarre fuori ciò che nel giovane è già presente, permettendogli di sviluppare appieno il proprio carattere. Il metodo per raggiungere questi obiettivi è comunemente chiamato "educazione alla pari" e prende le mosse dalla convinzione che entrambe le parti si interscambiano continuamente e crescono assieme, arricchendosi reciprocamente con le loro esperienze e conoscenze.
L'educazione ha come corollario il partecipare dei giovani alla vita ed alle necessità del Movimento e dell'Associazione, dando loro una concreta possibilità di servizio nell'ambito dell'analisi dei bisogni effettuata. Anche per questo motivo, i Pionieri C.R.I. si assumono la responsabilità di essere partecipi della vita dell'Associazione, intervenendo all'interno degli Organi Statutari e prendendo parte direttamente alle decisioni e alla direzione, sia su problematiche specifiche che su tutti i temi inerenti al Movimento, arricchendo la maturità degli altri soci grazie al proprio carico di ideali, di creatività e di esperienza.
La conoscenza delle potenzialità interne, nonché del territorio riveste - in tale fase - un ruolo primario, e si articola in un'analisi interna (numeri, qualità, desideri, programmi) ed esterna ("emergenze" e carenze in cui è necessario operare), passando per gli obiettivi (i perché finali dell'azione, i cambiamenti che si vogliono operare all'esterno, sulla base dell'analisi esterna e delle "emergenze" in essa previste), i modi ed i tempi (dove e come operare in concreto, tenendo a vista le competenze uscite fuori dall'analisi interna ed imparando a dosare le forze). Questo metodo di lavoro informa tutto il loro agire, in particolar modo nelle scuole, nelle Università, negli ambienti frequentati da giovani. Così facendo, essi sono un'interfaccia fondamentale tra giovani e Croce Rossa Italiana, e consentono di conoscere le necessità del mondo giovanile e di apprestare gli strumenti adeguati, anche allo scopo di coinvolgere sempre più giovani - inesauribile bacino di futuri volontari - all'interno dell'Associazione.
L'agire, inoltre, presuppone un intervento a monte, volto ad assicurare professionalità a qualsiasi tipo di servizio reso sia all'interno che all'esterno. La competenza si acquisisce mediante una serie di eventi formativi cui i Pionieri prendono parte nel corso della loro crescita anagrafica e professionale, eventi, questi, che mirano ad arricchire gradualmente il volontario, creando delle figure specializzate e facendo sì che nel tempo l'operatore diventi formatore. È questo, dunque, un percorso finalizzato a migliorare la società in cui viviamo e le condizioni di vita dei soggetti vulnerabili, allo scopo di "alleviare le sofferenze di chi si trova in difficoltà". Tale progetto, sintetizzabile quindi dall'assioma "educare per partecipare, partecipare per agire, agire per migliorare", è volto alla creazione di uno spazio associativo che permette ai giovani di crescere responsabilmente relazionandosi con i collettivi più indifesi, cogliendone i bisogni e le aspettative e partecipando allo sviluppo di una efficace azione di solidarietà. Ecco il motivo per cui l'EducAzione è il primo e più importante obiettivo della Componente Giovane, oltre a rappresentarne una peculiarità.
Grazie a questo metodo di lavoro, i Pionieri della Croce Rossa, che hanno come costante esempio l'opera di Henry Dunant, fondatore del Movimento, si impegnano ad agire per il perseguimento dei fini statutari con creatività, speranza, coraggio, spontaneità e spirito giovanile, adoperandosi per "mobilitare il potere dell'umanità".

### Aree di azione
Le attività dei Pionieri sono suddivise in cinque grandi aree, coordinate, ad ogni livello, da un Delegato Tecnico nominato dall'Ispettore:
- http://cri.it/flex/cm/pages/ServeBLOB.php/L/IT/IDPagina/1782/[collegamento interrotto] (Delegato Tecnico Nazionale)

L'obiettivo principale di questo ambito di attività è rappresentato dalla promozione attiva della salute fra i giovani, intendendo la salute come uno "stato di completo benessere fisico, mentale e sociale, e non solo l'assenza di malattie e di infermità" (secondo la definizione dell'OMS). Tra le tante iniziative, la campagna nazionale di Educazione alla sessualità e prevenzione delle malattie sessualmente trasmissibili (ex progetto ABC: Abstinence, Be faithful, Condom), la Campagna Nazionale I.D.E.A.: Igiene, Dieta, Educazione Alimentare per la promozione del corretto modello alimentare ed il sano stile di vita, inteso anche come corretta attività fisica, e la nuova Attività di Educazione alla sicurezza stradale.
- http://cri.it/flex/cm/pages/ServeBLOB.php/L/IT/IDPagina/1783/[collegamento interrotto] (Delegato Tecnico Nazionale)

Le attività legate all'Area Pace (Diritto Internazionale Umanitario, Cooperazione e Intercultura) si basano sull'idea che ci sia un legame intrinseco tra la pace e la legalità e quindi sulla necessità di accompagnare la conoscenza delle norme giuridiche alla sensibilità per l'attuazione delle norme stesse. Attraverso tale impostazione si tenta di creare una cultura di pace.
- http://cri.it/flex/cm/pages/ServeBLOB.php/L/IT/IDPagina/1784/[collegamento interrotto] (Delegato Tecnico Nazionale)

Obiettivo di queste attività è quello di provocare un cambiamento positivo del contesto sociale, agendo nei confronti delle fasce vulnerabili. A quest'area afferiscono tre settori: Attività Socio-Assistenziali (ASA), Attività per i Giovani (ApG) e Settore Emergenza (Protezione Civile). Nell'Area afferiscono anche l'A.p.G.E. (Attività per i Giovani in Emergenza), l'A.S.A.E. (Attività Socio-Assistenziali in Emergenza) e la Campagna Nazionale "Climate in Action", incentrata sugli effetti dei cambiamenti climatici sull'uomo.
- http://cri.it/flex/cm/pages/ServeBLOB.php/L/IT/IDPagina/1785/[collegamento interrotto] (Delegato Tecnico Nazionale)

Opera per stabilire contatti e mantenere rapporti con le componenti giovanili delle altre Società Consorelle, raccogliere e diffondere all'estero le attività ed i progetti della Componente dei Pionieri e quelli di altre Società Nazionali di Croce Rossa e Mezzaluna Rossa che ne chiedano la collaborazione. A tal fine, l'area cura la formazione e l'organizzazione dei volontari per la partecipazione a campi, convegni ed incontri organizzati da altre Società Nazionali.
- http://cri.it/flex/cm/pages/ServeBLOB.php/L/IT/IDPagina/1786/[collegamento interrotto] (Delegato Tecnico Nazionale)

È organizzata come un service delle precedenti quattro aree, essendo finalizzata a fornire gli strumenti per realizzare l'operatività. Dentro quest'area vengono infatti ricondotte tutte le attività relative al fund raising, alla promozione dell'immagine, alla pianificazione, alla comunicazione (sia interna che esterna), alla documentazione (cripionieri.it), l'informatica e quanto altro mirato allo "sviluppo" della Componente.
- http://cri.it/flex/cm/pages/ServeBLOB.php/L/IT/IDPagina/11725/[collegamento interrotto] (Delegato Tecnico Nazionale)

Il servizio all'interno di un'associazione presuppone una piena conoscenza delle sue dinamiche, un continuo e franco confronto fra i soci, ed un'attiva e consapevole partecipazione ai processi decisionali. Essere membri della Croce Rossa Italiana richiede la capacità di prendere parte e, di conseguenza, di incidere sulle decisioni associative, in termini di: compiuta analisi della realtà; scelta del miglior intervento, dettata dal principio di Indipendenza; continuo aggiornamento ed attenzione al mutamento delle circostanze e dei bisogni; lavoro di squadra, sia all'interno sia con attori esterni, quest'ultimo finalizzato anche a partecipare alle dinamiche della comunità, rendendola sempre più autosufficiente e sicura; tutela del volontario, attenzione alle sue necessità e riconoscimento del suo diritto alla formazione e ad un costante scambio con i colleghi, anche attuato con strumenti informali o disimpegnati.

### Riconoscimenti
Il 23 ottobre 2007 la Federazione Internazionale delle Società Nazionali di Croce Rossa e Mezzaluna Rossa ha reso nota l'assegnazione ai Pionieri dello "Youth Together for Humanity" Award 2007, premio destinato a dare il dovuto riconoscimento all'opera della gioventù all'interno del Movimento. Il premio è stato assegnato nella categoria "Capacity Building", che mira riconoscere le organizzazioni giovanili di Croce Rossa che accrescono la capacità delle Società Nazionali di indirizzare il proprio operato a favore di chi soffre situazioni di vulnerabilità. Determinante è stato proprio il Progetto Associativo, documento ufficiale della CRI che definisce la mission, la caratterizzazione, le prerogative e le peculiarità della Componente Giovane, il cui obiettivo principale è di migliorare la società ed alleviare le sofferenze di chi si trova in difficoltà.

## Modifica delle componenti
Attualmente i volontari della Croce Rossa Italiana sono organizzati in una componente civile e due ausiliarie delle forze armate. Ai sensi dell'ordinanza del commissario straordinario n. 0567-12 del 3 dicembre 2012, con cui è stato approvato il regolamento dei volontari, è stata sancita la scomparsa definitiva delle diverse classificazioni delle componenti civili della Croce Rossa Italiana. Non esistono più le precedenti categorizzazioni della componente civile (Volontari del Soccorso, Volontarie del Comitato nazionale femminile, Pionieri, Donatori di sangue): tali ex componenti vengono raggruppate nella categoria più generica dei "volontari CRI". Inoltre, il d.lgs. 178/2012 ha statuito altresì che i membri dei Corpi militari della Croce Rossa Italiana sono soci di diritto della nuova associazione, concorrendo a svolgere le sue stesse attività.